# マルザン・シャラブ
マルザン・シャラブ（Marzan Sharav、1869年-1939年、モンゴル語: Марзан Шарав）はモンゴルの画家。マルザンとは『ひねくれ者』の意味である。
『モンゴルの一日』と『馬乳酒の祭り』といった作品で知られ、モンゴルにおける近代絵画の先駆けとして評価されている。

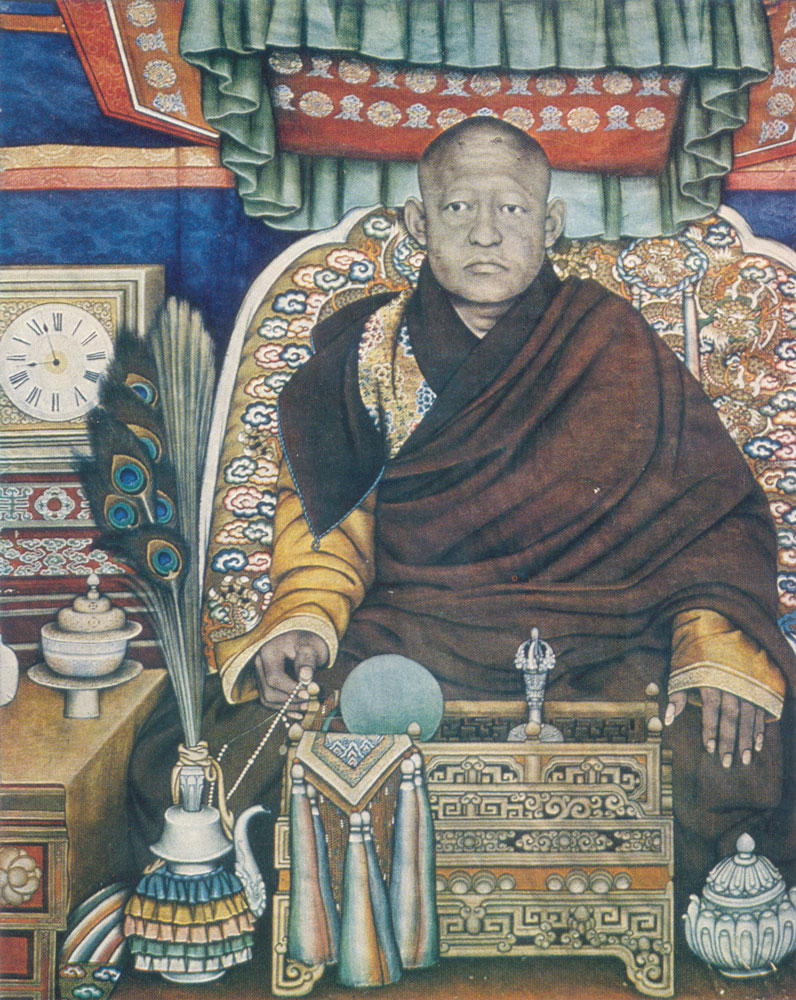
ジェプツンダンバ・ホトクトの肖像画